# Diószegi István (orvos)
Diószegi István (? – Csenger, 1749) orvos, református lelkész, költő.

## Élete
Debreceni származású. Iskoláit szülővárosa főiskolájában végezte 1723. április 26-án, majd seniorrá választották. Ezután külföldi egyetemre ment, orvostudományt és teológiát tanult 1725-ben az Utrechti Egyetemen, ahol 1727. február 4-én orvosdoktorrá avatták. 1728-ban visszatért hazájába és a máramarosszigeti gimnázium igazgatója volt két évig; azután lelkész lett Csengerben.

## Munkái
- Disputatio philologico-exegetica: De velamine oculorum sacrae. Gen XX. v. 16. Ultrajecti, 1725
- Disputatio theologico-mystica de velamine oculorum sacrae in Gen. XX. v. 16. Uo. 1726
- Dissertatio inaug. medica de causo. Uo. 1727
- Dissertationes medicae de hydrope et ejus curatione in domesticis scholis dictata. Uo. 1727

Kéziratban maradt: Succincta morbos curandi methodus, suis auditoribus in domesticis scholis dicata. Uo. 1726 és 1727
Latin verse van Kals Vilmosnak De vero et legitimo ratiocinationis principio (Traj. ad Rh. 1727) c. munkájában.
Könyvtárát a debreceni kollegiumnak hagyta.